# Winfried Eberhard
Winfried Eberhard (* 18. März 1941 in Buchau) ist ein deutscher Historiker.

## Leben
Winfried Eberhard war Wissenschaftlicher Assistent am Lehrstuhl Mittelalterliche Geschichte II (Spätmittelalter) der Ruhr-Universität Bochum, wo er 1974 bei Ferdinand Seibt promoviert wurde. 1982 habilitierte er sich mit einer Arbeit zur Geschichte Böhmens für das Fach Mittelalterliche Geschichte. Anschließend hielt er Lehrveranstaltungen an den Universitäten Bochum, Siegen, Hannover und Halle-Wittenberg. Von 1992 bis 1995 leitete er den Forschungsschwerpunkt „Geschichte und Kultur Ostmitteleuropas“ in Berlin. Von 1996 bis 1999 arbeitete er als Gründungsdirektor und danach bis 2007 als Direktor des Geisteswissenschaftlichen Zentrums (GWZO) „Geschichte und Kultur des östlichen Europa“ in Leipzig. Zugleich lehrte er als Professor für Geschichte Ostmitteleuropas an der Universität Leipzig.
Seine Forschungsschwerpunkte sind die Geschichte des Spätmittelalters und der Reformation, insbesondere auch in Böhmen, die Ständeverfassungen sowie die Themen Konfessionalisierung und Toleranz.

## Schriften (Auswahl)
- Konfessionsbildung und Stände in Böhmen. 1478–1530 (= Veröffentlichungen des Collegium Carolinum. Band 38). Oldenbourg, München u. a. 1981, ISBN 3-486-49531-3, Digitalisat bereitgestellt von Bayerischer Staatsbibliothek.
- Monarchie und Widerstand. Zur ständischen Oppositionsbildung im Herrschaftssystem Ferdinands I. in Böhmen (= Veröffentlichungen des Collegium Carolinum. Band 54). Oldenbourg, München 1985, ISBN 3-486-51881-X (Zugleich: Bochum, Universität, Habilitations-Schrift, 1982), Digitalisat bereitgestellt von Bayerischer Staatsbibliothek.
- Das „Geisteswissenschaftliche Zentrum Geschichte und Kultur Ostmitteleuropas“ in Leipzig. In: Bohemia, Band 37, Nr. 2, (1996), S. 431–435.
- Der Weg zur Koexistenz: Kaiser Sigmund und das Ende der hussitischen Revolution. In: Bohemia, Band 33, Nr. 1 (1992) S. 1–43.
- The Political System and the Intellectual Traditions of the Bohemian Standestaat from the Thirteenth to the Sixteenth Century. In: R.J.W. Evans, T.V. Thomas (Hrsg.): Crown, Church and Estates. Palgrave Macmillan, London 1991.
- Landesfreiheiten und Freiheit der Krone in den böhmischen Ländern 1547 und 1619. Zur Innovationsfähigkeit ständischen politischen Denkens. In: Zeitschrift für Ostmitteleuropa-Forschung, Band 57 (2008), Nr. 1, S. 62–80.
- Zu den politischen und ideologischen Bedingungen öffentlicher Toleranz. Der Kuttenberger Religionsfrieden 1485. In: Studio Germano-Polonica 1, 1992, S. 101–118.
- Konflikt und Integration. Die Dynamik in den Ergebnissen der Hussitenrevolution. In: Studia Comeniana et Historica 22/48, 1992, S. 31–56.
- Zur reformatorischen Qualität und Konfessionalisierung des nachrevolutionären Hussitismus. In: František Šmahel, Elisabeth Müller-Luckner (Hrsg.): Häresie und vorzeitige Reformation im Spätmittelalter, München 1998, S. 213–238.
- Die hussitische Revolution in Böhmen. Ursachen – Ziele und Gruppen – Verlauf – Ergebnisse. In: Klaus Herbers, Florian Schuller (Hrsg.): Europa im 15. Jahrhundert. Herbst des Mittelalters – Frühling der Neuzeit? Regensburg 2012.
- Seibt, Ferdinand. In: Neue Deutsche Biographie 24 (2010), S. 169–170, Online-Version.

als Herausgeber
- mit Joachim Bahlcke und Miloslav Polívka (Hrsg.): Handbuch der historischen Stätten. Band: Böhmen und Mähren (= Kröners Taschenausgabe. Band 329). Kröner, Stuttgart 1998, ISBN 3-520-32901-8.
- mit Franz Machilek: Kirchliche Reformimpulse des 14./15. Jahrhunderts in Ostmitteleuropa (= Forschungen und Quellen zur Kirchen- und Kulturgeschichte Ostdeutschlands. Band 36). Böhlau, Köln/Weimar/Wien 2006, ISBN 3-412-26105-X.